# 硫酸鉄(II)
硫酸鉄(II)（りゅうさんてつ、Iron(II) sulfate）は、組成式 FeSO4またはFeSO4・7H2Oの化合物。比重は無水物では3.346、七水和物(化学式:FeSO4·7H2O)では1.895で、青緑色の結晶（緑礬とも呼ばれる）。鉄に希硫酸を加えて反応させて得ることができる。水に可溶。空気中で徐々に酸化され表面に黄褐色の塩基性硫酸鉄(III) Fe(OH)SO4 を生じる。加熱すると結晶水を失い、80–123 ℃で1水和物、300 ℃で無水和物となる。
硫酸鉄(II) は食品添加物として認められているが、硫酸鉄(III) は認められていない。硫酸鉄(II) を食品に使用した場合の表示は「硫酸鉄」または「硫酸第一鉄」となる。